# 马克·鲁宾逊 (美国政治人物)

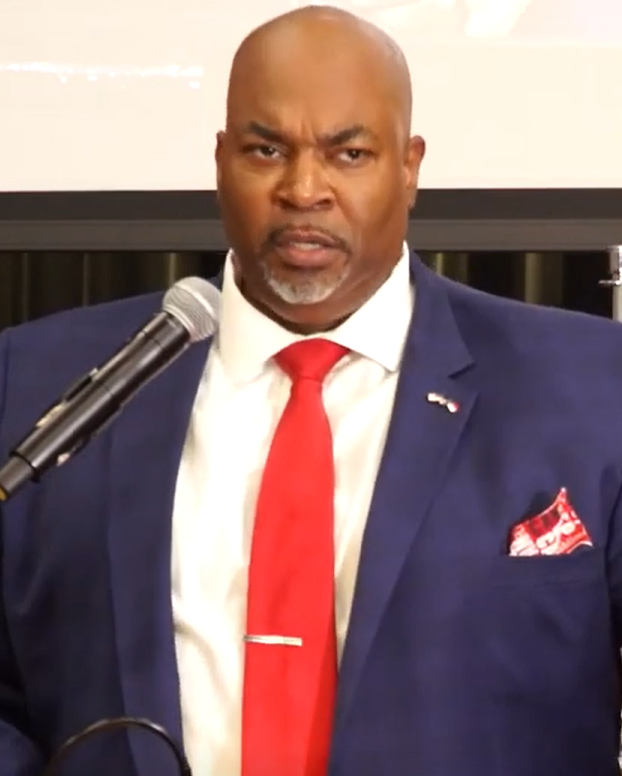
马克·罗宾逊

马克·罗宾逊（1968年8月18日—）是美国共和黨籍政治人物，2021年出任北卡罗来纳州副州长，他是北卡罗来纳州第一位黑人副州长，並且代表共和黨參加2024年北卡羅來納州州長選舉。
罗宾逊从政之前曾在家具制造业工作。在2018年佛罗里达校园枪击案发生后，他依然主張擁槍權。罗宾逊後來代表共和黨參加2020年北卡罗来纳州副州长选举並當選 。在北卡罗来纳州副州長第一个任期即将结束时，罗宾逊赢得了共和党的提名。不過他在2024年北卡羅來納州州長選舉中以14.68%的差距输给了民主党的乔希·斯坦。 
一些媒體認為他是右翼、极右翼或极端保守派 政治人物。

## 早年生活和教育
罗宾逊生于格林斯伯勒。  罗宾逊称，他的父亲會虐待家人且酗酒，他和家人都遭受过家庭暴力。 
从高中毕业后， 罗宾逊成為美國陸軍預備役的一員。在三合会地区的几家家具厂工作期间，他就读于北卡罗来纳州立农业技术大学， 随后进入北卡羅來納大學格林斯伯勒分校就讀，在那里他选修历史，並且立志要成为一名历史老师。 他于2022年12月从该大学毕业，获得历史学学士学位。 

## 政治生涯
罗宾逊在讀了拉什·林博的著作後開始支持美國保守主義。  2018年4月3日，罗宾逊参加格林斯伯勒地方議會会议，當時受2018年佛罗里达校园枪击案影響，会议讨论是否應該取消枪展。罗宾逊在會上发表演讲表示支持擁槍權，他的演讲视频被馬克·沃克分享到Facebook后開始迅速走红。 之后，罗宾逊一度从北卡羅來納大學格林斯伯勒分校校退学，并辞去了家具制造廠的工作，開始一直對公众發表演讲。 当年，他被邀请在美国全国步枪协会的年度大会上发表演讲。 

### 2020年競選
2019年年底，罗宾逊赢得了共和党提名，代表共和黨角逐北卡羅來納州副州長 。 最终，罗宾逊當選北卡罗来纳州第一位黑人副州长。 

### 副州长任期
2021年1月9日，罗宾逊于宣誓就职。 任职期间，罗宾逊与民主党籍的州长羅伊·庫珀关系一直都很紧张。 

### 2024年州长竞选
2023年4月22日，罗宾逊发表演讲，決定參加2024年北卡羅來納州州長選舉。2024年3月3日，时任美國总统候选人的唐纳德·特朗普公开支持罗宾逊，称他为“威力加强版的马丁·路德·金”。3月5日，罗宾逊赢得2024年北卡羅來納州州長選舉共和党初选。
2024年9月19日，有线电视新闻网表示，2008年至2012 年间，罗宾逊曾以用户名“minisoldr”在色情论坛Nude Africa上发表过许多露骨言论。  例如他支持奴隶制、恐同、支持种族主義和反犹太主义，喜欢跨性别色情作品，而且自己在14 岁时曾在公共浴室偷窥女性洗澡，成年后仍然回憶這段經曆，自认为是“变态”，而且称自己为“黑纳粹”，并表示自己支持阿道夫·希特勒担任美国总统，他反對贝拉克·奥巴马擔任美国总统。 他還表示马丁·路德·金是“共产主义混蛋”，  不過罗宾逊否认这些指控。 
有线电视新闻网報道了罗宾逊早前的言論後，一些共和黨人呼吁罗宾逊暂停竞选活动，  但是罗宾逊決定竞选到底。   報道發表後的3天內，罗宾逊州长竞选团队的大多数工作人员決定辞职，只剩下三名工作人员仍未辭職。 
10月15日，罗宾逊起诉CNN有线电视新闻网誹謗自己。 
尽管2024年美國總統選舉中，唐納·川普中以3.4%的优势击败民主党人賀錦麗贏得了北卡羅來納州的選舉人票，但罗宾逊在州长选举中的得票率要比乔希·斯坦低14%。 

## 观点和言论
罗宾逊否认气候变化， 並称堕胎是“种族灭绝”和“谋杀”。  罗宾逊曾認為根本就沒有600萬猶太人被殺害。他認為跨性别、同性恋這些都是污秽的，學校不應該跟學生說這些。 罗宾逊表示女权主义者和种族主义者一样糟糕，甚至更糟糕。 罗宾逊还表示男性女权主义者没有男子气概，娘娘腔。 

### 其他有争议的言论
罗宾逊還在自己的Facebook页面攻击跨性別人士、穆斯林、移民、LGBT群体成员、犹太人、前总统贝拉克·奥巴马、支持民主党的非裔美国人以及其他黑人。  他認為白人骄傲这一口号並不意味著种族主义，而且他十分厭惡黑人和墨西哥人的种族自豪論。
罗宾逊表示非裔美國人民權運動是共产主义阴谋，目的是“颠覆资本主义”和“颠覆自由世界”。 他还称马丁·路德·金为“共产主义者”和“冒牌牧师”。 
罗宾逊为肯特州立大学枪击事件中的美國國民警衛隊辩护。2018年佛罗里达校园枪击案发生后，罗宾逊嘲笑幸存的青少年，多次人身攻击他们。 
2020 年，罗宾逊声称2019冠状病毒病疫情是“全球化主义者”为击败唐納·川普而策划的阴谋，并認為2019冠狀病毒病美國疫情根本就不是什麼問題，他表示：“我最担心的迫在眉睫的問題是社会主义。” 

## 个人生活
1990年，罗宾逊与尤兰达·希尔·罗宾逊结婚。  1990年，他们生下一个孩子，1992年，他們又生下了一个孩子。 罗宾逊自认为自己是一名福音主義者。 
罗宾逊在2012年承认，1989年，他曾出钱让一名怀孕的女子堕胎。  2022 年，罗宾逊称，这名女子就是他后来的妻子尤兰达·希尔·罗宾逊。 

### 破产和债务
罗宾逊曾三次申请破产，  分別是1998 年、1999 年和2003 年。 他还因拖欠债务多次被起诉。  2012 年，罗宾逊的房东起诉他拖欠约2,000 美元的房租。 
罗宾逊一度有7年没有缴纳联邦所得税 。